# Punta Salarioli
La Punta Salarioli o Monte Salarioli è una montagna alta 2.666 m s.l.m. delle Alpi del Monte Leone e del San Gottardo, nelle Alpi Lepontine.

## Geologia
Geologicamente la montagna è di natura calcarea, ma al suo interno non è nota la presenza di grotte.

## Descrizione

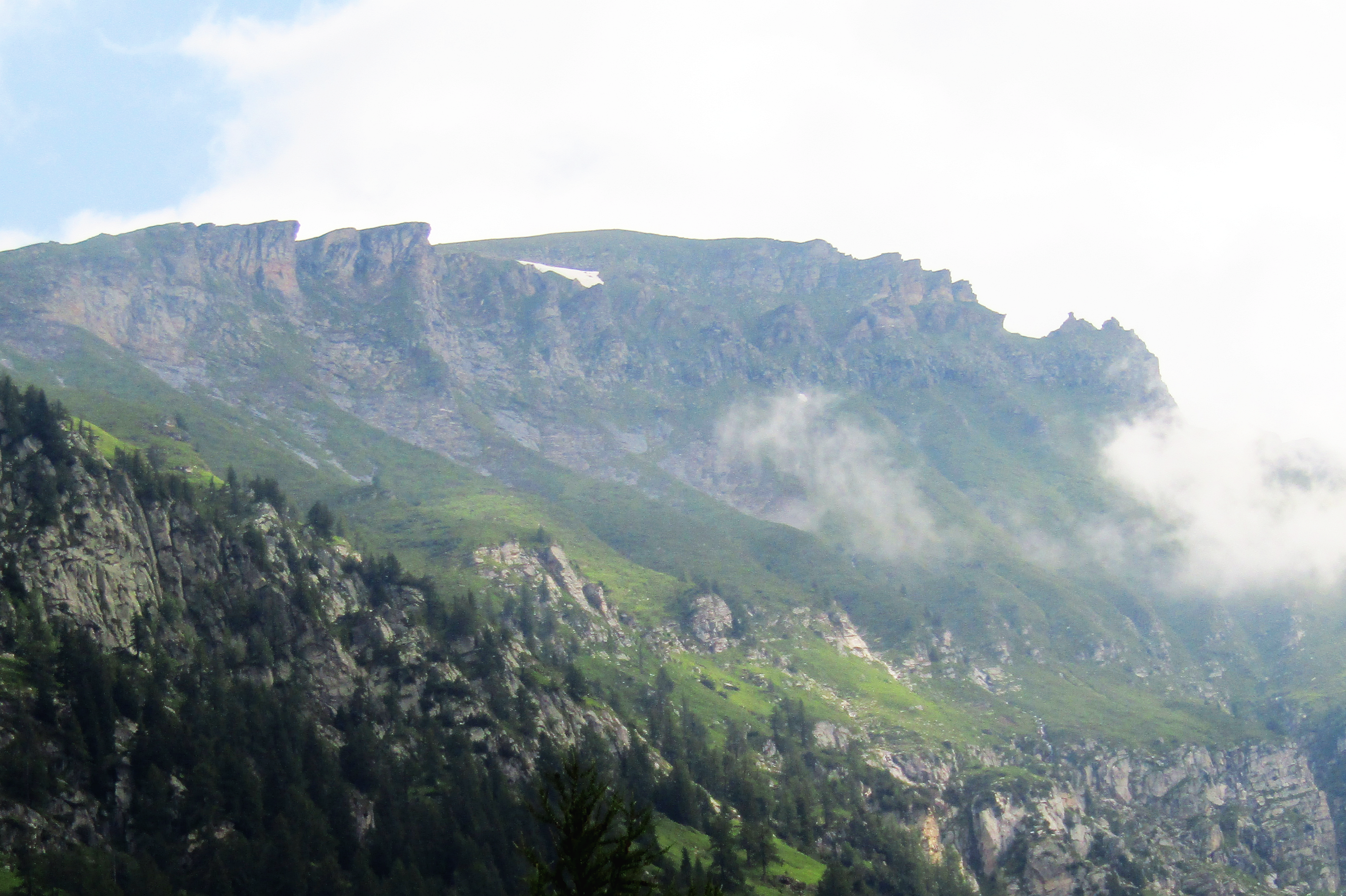
Vista dalla Piana di Nembro

La Punta Salarioli si trova in val Cairasca, sul crinale che staccandosi dal Passo di Valtendra divide l'Alpe Veglia dal solco principale della vallata. Una sella a 2.534 metri di quota la separa verso est dalla Cima di Valtendra (2.692 m), mentre ad est il crinale continua con le Torri di Veglia (2.424 m) e la Punta Maror (2.311 m). Il versante meridionale della Punta Salarioli, che domina l'abitato di San Domenico di Varzo, è in parte interessato dagli impianti del comprensorio sciistico dell'Alpe Ciamporino. Sul versante settentrionale, nella zona comrpesa tra la Punta Salarioli e la Cima Valtendra, si trovano alcuni laghetti complessivamente detti le Caldaie. Il punto culminante è segnalato da un modesto ometto di pietrame.

## Accesso alla vetta

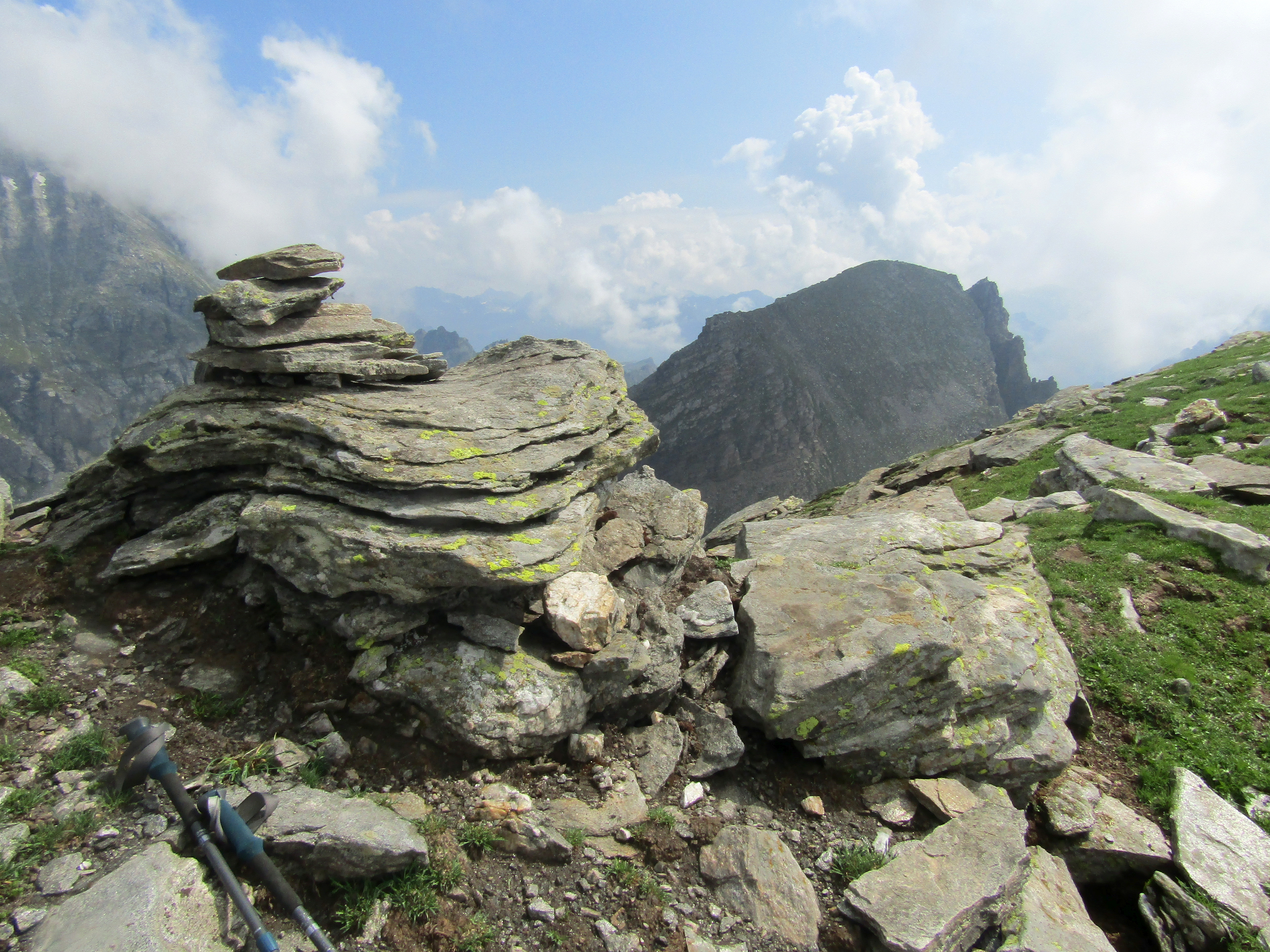
L'ometto sulla cima

La cima della montagna può essere raggiunta dall'Alpe Veglia con un percorso escursionistico passando nei pressi del crinale che la collega con la Puna Maror e le Torri di Veglia oppure dal lato opposto, partendo dal Passo di Valtendra. Si tratta di itinerari in buona parte fuori sentiero e che, per quanto siano piuttosto evidenti, presentano tratti ripidi e disagevoli.

## Tutela naturalistica
Il versante settentrionale della Punta Salarioli ricade nel parco naturale regionale Alpe Veglia e dell'Alpe Devero.